# Недялско
Недялско е село в Югоизточна България. То се намира в община Стралджа, област Ямбол.

## История
До 1934 година името на селото е Афтане. При избухването на Балканската война в 1912 година един човек от Афтане е доброволец в Македоно-одринското опълчение.По време на управлението на кан Тервел, на 4 км от селото на метри до с. Люлин е бил изкопан голям канал, който е бил границата между България и Византия. Нарича се ″Еркесия″ и все още се различава. По време на османската власт през селото е минавала турската хазна на път за Цариград.

## Културни и природни забележителности
В околностите на селото се намират няколко могили от тракийско време

## Личности
Родени в Недялско
- Йорданка Илиева (1922 - 2003), българска народна певица
- Кольо Цонев (1922 – ?), български партизанин, генерал-майор
- Кънчо Стоянов Кънчев (1936 - ?), български поет[4]

Други
В местното училище е работила като учителка младата тогава поетеса Елисавета Багряна, както и местният поет и писател Кънчо Стоянов Кънчев.